# Spoorlijn aansluiting Essen-Horl - aansluiting Prosper Levin
De spoorlijn aansluiting Essen-Horl - aansluiting Prosper Levin was een Duitse spoorlijn en was als spoorlijn 2245 onder beheer van DB Netze.

## Geschiedenis
Het traject werd door de Bergisch-Märkische Eisenbahn-Gesellschaft geopend op 4 mei 1880. In 1994 is de lijn gesloten en vervolgens opgebroken.

## Aansluitingen
In de volgende plaatsen is of was er een aansluiting op de volgende spoorlijnen:
aansluiting Essen-Horl
DB 2241, spoorlijn tussen de aansluiting Essen-Horl en Essen-Bergeborbeck
DB 2253, spoorlijn tussen Essen-Katernberg Nord en Oberhausen-Osterfeld
aansluiting Prosper Levin
DB 2243, spoorlijn tussen de aansluiting Essen-Dellwig en Bottrop Süd
DB 2244, spoorlijn tussen de aansluiting Prosper Levin en Essen-Frintrop

## Elektrificatie
Het traject werd in 1974 geëlektrificeerd met een wisselspanning van 15.000 volt 16⅔ Hz.